# Lehmannsteich
Das Naturschutzgebiet Lehmannsteich liegt auf dem Gebiet der Stadt Sonnewalde im Landkreis Elbe-Elster in Brandenburg.
Das Gebiet mit der Kenn-Nummer 1331 wurde mit Verordnung vom 26. März 1981 unter Naturschutz gestellt. Das rund 140,5 ha große Naturschutzgebiet erstreckt sich südwestlich von Kleinkrausnik, einem Ortsteil der Stadt Sonnewalde, und nordöstlich von Hillmersdorf, einem Ortsteil der Gemeinde Fichtwald. Die Landesstraße L 703 verläuft südlich und die L 70 westlich. Östlich erstreckt sich das rund 328 ha große Naturschutzgebiet Lugkteichgebiet mit dem Lugkteich.